# Lala Meredith-Vula
Lala Meredith-Vula (ur. 1966 w Sarajewie) – albańsko-brytyjska fotografka, profesor sztuki i fotografii na Uniwersytecie De Montfort w Leicester, autorka ponad 4000 fotografii; wiele z nich przedstawia krajobraz Kosowa.

## Życiorys
Jej ojciec był Albańczykiem pochodzącym z Kosowa, a matka pochodziła z Anglii. Obaj poznali się na studiach w Sarajewie.
W wieku 4 lat Lala, wraz z rodzicami, przeniosła się do Anglii. W roku 1982, gdy miała 16 lat, pierwszy raz odwiedziła będące wtedy częścią Jugosławii Kosowo. Ze względu na nieznajomość języka albańskiego, nie była w stanie porozumieć się z rodziną tam mieszkającą.
Po ukończeniu studiów na Uniwersytecie Londyńskim w 1988 roku wróciła do Jugosławii, gdzie następnie ukończyła studia podyplomowe na Uniwersytecie w Prisztinie.
W 1999 roku reprezentowała Albanię na 48. Biennale w Wenecji. Swoje obrazy wystawiała między innymi w Wielkiej Brytanii, Niemczech, Włoszech, Stanach Zjednoczonych i Chinach. Zamieszkała w brytyjskim mieście Leicester.